# 小唇马先蒿
小唇马先蒿（学名：Pedicularis microchila）为列当科马先蒿属的植物，是中国的特有植物。分布在中国大陆的四川、云南等地，生长于海拔2,750米至4,000米的地区，多生在高山草原和溪旁灌丛下，目前尚未由人工引种栽培。